# Телве ди Сопра
Тѐлве ди Со̀пра (на италиански: Telve di Sopra) е село и община в Северна Италия, автономна провинция Тренто, автономен регион Трентино-Южен Тирол. Разположено е на 650 m надморска височина. Населението на общината е 588 души (към 2019 г.).